# Двенадцать месяцев (аниме)
«Двена́дцать ме́сяцев» (яп. 森は生きている мори-ва икитэйру, Лес живой) — аниме режиссёров Тэцуо Имадзавы и Кимио Ябуки по одноимённой сказке советского писателя Самуила Маршака. Фильм вышел в 1980 году. 

## История
Производством занималась японская анимационная студия «Тоэй» совместно с советской студией «Союзмультфильм». Музыка создана советским композитором Владимиром Кривцовым, исполнена Симфоническим оркестром Ленинградской государственной филармонии под управлением А. С. Дмитриева.
Аниме продолжает серию «Знаменитые сказки мира» (世界名作童話 сэкай мэйсаку до:ва), в которые вошли: «Лебединое озеро», «Принцы-лебеди», «Дюймовочка», «Волшебная лампа Аладдина».

## Сюжет
Красивая и добрая девочка Анна, лишившись родителей, живет вместе со своей злой мачехой и сводной сестрой, относящимися к ней как к прислуге. В канун Нового Года они посылают Анну в лес за хворостом, а сами отправляются в город за подарками. 
В лесу Анна встречает старого солдата, пришедшего за елкой для самой Королевы - капризной и избалованной ровесницы Анны, тоже в юном возрасте потерявшей родителей. Посочувствовав нелегкой участи сироты, солдат помогает девочке набрать хвороста, а она взамен показывает ему самую красивую елку в лесу. 
Тем временем во дворце Королева спустя рукава выполняет свои обязанности и предпочитает слушать рассказы вместо скучных уроков. От своего учителя - старого профессора, она узнает о существовании апрельских цветов подснежников и требует, чтобы их доставили во дворец к Новому Году. Несмотря на слабые возражения профессора, что это невозможное желание, Королева издает указ, в котором объявляет о награде за цветы - полной корзине золота. 
Глашатаи объявляют указ на площади города. Услышав о награде, мачеха с дочкой возвращаются домой и отправляют Анну в лес за подснежниками, не слушая ее мольбы. 
Долго плутая по лесу и уже почти потеряв всякую надежду, Анна вдруг замечает впереди свет и выходит на полянку, где горит костер, а вокруг него сидят двенадцать волшебников, все месяцы года. Девочка рассказывает им о своей беде, и Апрель уговаривает остальных помочь Анне. Остальные месяцы соглашаются, зная добрый нрав и трудолюбие Анны. Январь, Февраль, Март, а затем и Апрель вызывают весну на полянке, и Анна набирает полную корзину подснежников. Она благодарит месяцев за помощь, а Апрель дарит девочке волшебное колечко, которое может помочь ей в трудную минуту. Затем Январь берет с Анны слово, что та никому не расскажет, кто ей помог найти подснежники, и девочка возвращается домой. 
Наутро мачеха с дочкой отправляются во дворец за наградой, перед этим сводная сестра крадет у спящей Анны колечко. Королева и придворные удивляются появлению цветов среди зимы и просят рассказать, где мачехе с дочкой удалось их найти. Те сначала придумывают всякие небылицы, но в конечном итоге сознаются, что за подснежниками ходила Анна. 
Последняя, проснувшись, обнаруживает пропажу колечка, и тут же домой приходят мачеха с дочкой, непривычно ласково обращаясь с Анной, вымаливая у нее показать Королеве дорогу к месту, где растут подснежники, иначе их казнят. Сестра также придумывает, что за это Королева вернет Анне ее колечко. Девочка соглашается нарвать еще подснежников, но наотрез отказывается показывать дорогу. 
Сыграв на добром сердце Анны, дочка отправляется за сестрой, развешивая на ветках платки для указания дороги, а мачеха приводит Королеву со свитой в лес. Заметив красоту Анны и отсутствие теплой одежды, Королева предлагает девочке корзину золота, много красивых платьев и украшения. Но Анна отказывается от всех подарков, прося лишь ее колечко. Сводная сестра отдает его Королеве, и та говорит, что отдаст его Анне, но только если та покажет дорогу к подснежникам. Девочка отказывается, и тогда Королева бросает колечко в лес. Анна произносит волшебные слова, и поднимается снежная метель в виде духа Января, уносящего девочку. 
Королева и ее придворные по очереди наблюдают смену времен года. Когда же наступает зима, Королева, старый солдат и профессор остаются без своих шуб, так как их и еще нескольких придворных еще осенью унесло ветром. Увидев единственную оставшуюся шубу на дереве, мачеха с дочкой начинают ругаться из-за нее и превращаются в собак. 
Вскоре перед людьми открывается полянка с костром, где находятся двенадцать месяцев и Анна в красивой шубке, с целым сундуком подарков и санями. К ней также вернулось подаренное Апрелем колечко. К Анне подбегают превращенные в собак мачеха с дочкой и раскаиваются перед ней. Девочка жалеет их, несмотря на жестокое обращение с ней, но Январь говорит, что как только мачеха с дочкой станут подобрее, к ним вернется человеческий облик. Королева, удивленная добротой Анны, признается, что тоже вела себя с ней несправедливо и извиняется перед девочкой. Анна прощает Королеву, дарит ей теплую шубку и отвозит во дворец на санях вместе с солдатом и профессором.

## Музыкальные темы
Опенинг — 泣かないわ Наканаи-ва Я не буду плакать
Эндинг — 森は生きている мори-ва икитэйру Лес живой
Музыка Владимира Кривцова, слова Кимио Ябуки. Исполняют Ёсико Мари и хор мальчиков училища им. М. И. Глинки